# Peter Christopherson
Peter Christopherson (Leeds, 27 febbraio 1955 – Bangkok, 24 novembre 2010) è stato un tastierista, regista e designer inglese. Regista di video e grafico ex membro dell'influente agenzia di design britannica Hipgnosis.

## Biografia
Peter Christopherson è stato uno dei membri fondatori della band Throbbing Gristle negli anni settanta e come tale è considerato uno dei padri della musica industrial. In seguito ha partecipato alla creazione degli Psychic TV con Genesis P-Orridge, a cui si è aggiunto Geoffrey Rushton, alias John Balance. Dopo un breve periodo con gli Psychic TV, Christopherson e Balance hanno dato vita ai Coil, una partnership durata per 23 anni, fino alla morte accidentale di Balance nella loro casa di Weston-Super-Mare.
Negli ultimi anni Christopherson ha partecipato alla riunione dei Throbbing Gristle, ha composto un album per la sua ultima impresa da solista, The Threshold HouseBoys Choir, e ha creato un nuovo duo con Ivan Pavlov chiamato Soisong. Nel 2008 ha collaborato con musicisti e cantanti quali Ernesto Tomasini, OTHON e David Tibet. Nell'ultimo periodo è stato impegnato a mettere insieme una nuova formazione dei Throbbing Gristle, chiamata XTG.
Come regista di video musicali Christopherson ha realizzato, fra i tanti, lavori per: Erasure, The The, Marc Almond, Diamanda Galás, Vasco Rossi, Barry Gibb, Paul McCartney e Robert Plant.. Come grafico della Hipgnosis ha contribuito alla creazione di alcune fra le copertine di dischi più iconiche del ventesimo secolo, fra cui diverse per Peter Gabriel, i Led Zeppelin e i Pink Floyd. Come fotografo è stato il primo a fotografare i Sex Pistols.
Christopherson è morto improvvisamente nel sonno il 24 novembre 2010 all'età di 55 anni. Finora le cause della morte non sono mai state rese pubbliche.

## Filmografia
- The Broken Movie (1993)